# Белобородова (Иркутская область)
Белобородова — деревня в Черемховском районе Иркутской области России. Входит в состав Черемховского муниципального образования. Находится примерно в 8 км к северу от районного центра.

## Население
| 2002 | 2010 | 2011 | 2012 |
| ---- | ---- | ---- | ---- |
| 365  | ↘334 | ↘333 | ↘332 |